# Pečeť paraguayského ministerstva financí

Pečeť paraguayského ministerstva financí

Pečeť paraguayského ministerstva financí je symbol, umístěný od roku 1842 (jako emblém) na rubové straně paraguayské vlajky. Pečeť je tvořena žlutým lvem, stojícím před žlutou tyčí, zakončenou frygickou čapkou. Lev je obklopen dvěma černými, soustřednými kružnicemi se španělským nápisem PAZ Y JUSTICIA (česky Mír a spravedlnost). Pečeť má navíc černou obrubu.

## Historie
Po vyhlášení nezávislosti (14. května 1811) neužívala Paraguay až do roku 1842 státní znak. Zřejmě v roce 1823 (dle jiných zdrojů již v roce 1821) byla zavedena státní pečeť a v roce 1840 také pečeť ministerstva financí, které de facto funkci státního znaku plnily.
25. listopadu 1842 byl na první kodifikovanou vlajku spolu se znakem na lícové straně umístěn (na stranu rubovou) i emblém vycházející z pečeti ministerstva financí. Pečeť tvořil žlutý lev sedící před žlutým kůlem s červenou frygickou čapkou a nápisem PAZ Y JUSTICIA (není obrázek).
Zřejmě v roce 1883 byla pečeť upravena. Tato, a všechny další změny, se vždy projevily i na vlajce. Kolem horní části pečeti byl nově opis REPUBLICA DEL PARAGUAY (česky Paraguayská republika). Vše obklopovaly dvě soustředné kružnice – vnější červená a vnitřní modrá (není obrázek).
V roce 1994 (dle jiných zdrojů již v roce 1990 nebo 1991) došlo k další změně pečeti. Nad lvem a tyčí s frygickou čapkou byla červená stuha se žlutým nápisem PAZ Y JUSTICIA. Celý emblém je orámován černou obrubou.

Pečeť (1994–2013)

K poslední změně pečeti (a tím i vlajky) došlo v roce 2013.

## Další použití pečeti
Pečeť paraguayského ministerstva financí je vyobrazena na rubové straně státní vlajky, nebo (v různých historických variantách) na paraguayských bankovkách.

Paraguayská vlajka (rubová strana)